# Vincent Tabbagh
Vincent Tabbagh est un historien et professeur des universités né en 1949. Il est enseignant à l'UFR d'Histoire de l'Université de Bourgogne.

## Biographie
Après avoir soutenu une thèse de doctorat intitulée Le clergé séculier du diocèse de Rouen à la fin du Moyen Âge (1359-1493) en 1998 sous la direction de Jacques Heers, Vincent Tabbagh se dédie à l’enseignement et à la recherche.
Ses sujets de recherche portent sur deux thèmes principaux: tout d'abord les collégiales de Bourgogne au Moyen Âge et ensuite sur les milieux ecclésiastiques séculiers, leur organisation et leur place dans la société, sujets que l’historiographie avait délaissés et parfois dévalorisés au profit de moines ou de frères mendiants qu’elle pensait davantage porteurs d’influence ou de nouveauté.

## Publications principales
- « Croyances et comportements du clergé paroissial en France du Nord à la fin du Moyen Âge », dans Le clergé délinquant (XIIIe – XVIIIe siècles), Benoît Garnot dir., Dijon, EUD, 1995, p. 11-64[2],[3].
- Fasti Ecclesiæ Gallicanæ 2 Diocèse de Rouen : Répertoire prosopographique des évêques, dignitaires et chanoines des diocèses de France de 1200 à 1500, Brepols, Turnhout, 1998[4] .
- (collaboration), Fasti Ecclesiae gallicanae, tome 3 : Le diocèse de Reims, Pierre Desportes dir., Paris-Turnhout, CNRS Éditions-Brépols, 1998.
- (collaboration), Fasti Ecclesiae gallicanae, tome 5 : Le diocèse d’Agen, Paris-Turnhout, CNRS Éditions-Brépols, 2001.
- « La pratique sacramentelle des fidèles d’après les documents épiscopaux de France du Nord (XIIIe – XVe siècles) », dans Revue Mabillon, nouvelle série, tome 12, 2001, p. 159-204.
- (collaboration), Fasti Ecclesiae gallicanae, tome : 6 Diocèse de Rodez, Matthieu Desachy dir., Paris-Turnhout, CNRS Éditions-Brépols, 2002.
- « Les fondations de collégiales en Bourgogne aux XIVe et XVe siècles », dans Les Collégiales dans le Midi de la France au Moyen Âge, actes de l’atelier-séminaire des 15 et 16 septembre 2000 (Carcassonne), Michelle Fournié dir., Carcassonne, 2003, p. 193-218.
- (collaboration), Fasti Ecclesiae gallicanae, tome 7 : Diocèse d’Angers, Jean-Michel Matz et François Comte dir., Paris-Turnhout, CNRS Éditions-Brépols, 2003.
- Les clercs, les fidèles et les saints en Bourgogne médiévale, textes réunis par Vincent Tabbagh, Éditions universitaires de Dijon, Dijon, 2005[5].
- (collaboration), Fasti Ecclesiae gallicanae, tome : 7 Diocèse de Sées, Pierre Desportes, Françoise Loddé, Laurent Vallière, Jean-Pascal Foucher dir., Paris-Turnhout, CNRS Éditions-Brépols, 2005.
- Gens d’Église, gens de pouvoir (XIII-XVe siècles), Dijon : Éditions universitaires de Dijon, 2006, 1 vol. (212 p.)[6].
- Diocèse de Sens, Turnhout, Brepols, 2010, 578 p (Fasti ecclesiae gallicanae)[7].

## Distinctions
- Chevalier de l'ordre des Palmes académiques[8].